# Leliūnai
Leliūnai è una città del distretto di Utena della contea omonima, nel nord-est della Lituania. Secondo un censimento del 2011, la popolazione ammonta a 412 abitanti.
È poco distante da Aknystos, Debeikiai e Svėdasai.
Costituisce il centro principale della sua seniūnija.

## Nome
La convinzione popolare è che il nome della città derivi dal francese le lion ", il leone", animale esotico in possesso di una nobile del posto che parlava lingua francese.

## Storia
All'inizio del XVII secolo sono menzionati in atti ufficiali il maniero e il villaggio di Leliūnai. La prima chiesa di Leliūnai fu costruita nel 1698. La città iniziò a crescere da quando veniva attraversata dalla tratta stradale Kaunas-Zarasai. I residenti locali hanno contribuito alla distribuzione di libri lituani durante il periodo di bando della stampa in Lituania.
Nel 1941, circa 50 ebrei di Leliūnai furono deportati e uccisi a Utena. Nel 1941-1944. I nazisti allestirono un campo per prigionieri di guerra nella scuola cittadina. Durante i primi anni dell'occupazione sovietica, i partigiani lituani si attivarono al fine di lottare contro l’URSS. 
Negli anni Cinquanta, Leliūnai divenne sede di fattorie collettive. Dopo il 1945, furono istituite una biblioteca, una Casa della cultura, un centro per anziani e un ospedale.
Dal 1998, sul muro della casa parrocchiale è visibile un memoriale per commemorare i partigiani assassinati.
Dal 2004 lo stemma attuale Leliūnai è divenuto quello ufficiale.